# Equilibrium (Film)
Equilibrium (von lateinisch aequus ‚gleich‘ und lateinisch libra ‚Waage, Gewicht‘:„Gleichgewicht“), auch unter dem Titel Equilibrium – Killer of Emotions bekannt, ist ein US-amerikanischer Science-Fiction-Film von Kurt Wimmer aus dem Jahr 2002. Die Handlung ist stark von dem Roman sowie dem gleichnamigen Film Fahrenheit 451 inspiriert und entlehnt, außerdem finden sich auch Elemente aus Aldous Huxleys Roman Schöne Neue Welt, aus George Orwells Roman 1984, Michael Andersons Film Flucht ins 23. Jahrhundert und George Lucas’ Film THX 1138 wieder. Die Stadt „Libria“ ähnelt Fritz Langs „Metropolis“. Der Cyberpunk-Film wurde in Deutschland am 4. September 2003 auf DVD veröffentlicht.

## Handlung
Die Bürger des dystopischen Stadt-Staates Libria werden gezwungen, ihre Emotionen zu unterdrücken, indem sie sich selbst das Psychotropikum Prozium II injizieren, da menschliche Gefühle nach einem Dritten Weltkrieg als die Ursache von Gewalt identifiziert wurden. Doch es gibt Widerständler: sogenannte „Sinnestäter“, welche durch ihr Bedürfnis zu fühlen in die Illegalität gedrängt worden sind. Eine spezielle Elitepolizeieinheit, die „Grammaton-Kleriker“, hat die Aufgabe, Sinnestäter zu finden, sie zu eliminieren und alle Gefühle auslösenden Gegenstände (wie Kunstwerke, Literatur, Tonträger oder Dekoration) zu vernichten. Im Einsatz nutzt sie bei physischen Auseinandersetzungen eine spezielle Bewegungstechnik, die „Gun-Kata“. Mit deren Hilfe können die Grammaton-Kleriker sogar gegnerischen Geschossen ausweichen, was sie zu fast unaufhaltsamen „Kampfmaschinen“ macht.
John Preston ist einer der ranghöchsten Grammaton-Kleriker Librias und kennt keinerlei Zweifel am System. Es kommt zu einem Einsatz, bei dem einige Sinnestäter getötet und mehrere Gemälde verbrannt werden, darunter auch die Mona Lisa. Prestons Partner Errol Partridge nimmt einen kleinen Gedichtband des Dichters William Butler Yeats an sich, um ihn persönlich in der Asservatenstelle abzugeben. Als sich Prestons Verdacht, Partridge könnte ein Sinnestäter sein, bestätigt, bringt Partridge seinen Kollegen dazu, ihn zu erschießen, um der Hinrichtung durch Kremation zu entgehen. Preston wird daraufhin Brandt, ein neuer und äußerst ambitionierter Kleriker, als Partner zugeteilt, der von Anfang an misstrauisch gegenüber Preston eingestellt ist.
Durch eine Ungeschicklichkeit fällt Preston die morgendliche Ampulle mit Prozium II herunter, woraufhin diese zerbricht und er sie nicht injizieren kann. Schon bald stellen sich erste emotionale Empfindungen ein, und Preston sieht sich veranlasst, auch weiterhin auf das Prozium II zu verzichten. Die nicht injizierten Ampullen versteckt er hinter dem Badezimmerspiegel. Als er bei den darauffolgenden Einsätzen mit der Brutalität und Menschenverachtung des Systems konfrontiert wird, beginnt er an diesem zu zweifeln. Bei den Verhören einer Sinnestäterin werden in ihm Gefühle für sie wach.
Preston schafft es, Kontakt mit dem Widerstand aufzunehmen. Gemeinsam entwickeln sie einen Plan, nach dem sich die Anführer der Rebellen von Preston verhaften lassen sollen, um ihm als Belohnung für seinen Erfolg eine Audienz bei „Vater“, dem Führer des totalitären Regimes Librias, zu verschaffen. Bei dieser Audienz soll Preston „Vater“ töten. Mit dessen Tod, so erhoffen sich die Rebellen, fiele auch das System, und Gefühle hielten wieder Einzug in die Gesellschaft.
Als die Sinnestäterin, in die er sich verliebt hat, exekutiert werden soll, versucht Preston, dies zu verhindern, scheitert aber. Nach ihrer Hinrichtung bricht er vor aller Augen weinend zusammen und wird von seinem Partner verhaftet und angeklagt, ein Sinnestäter zu sein. Jedoch kann er seine Vorgesetzten davon überzeugen, dass Brandt ein Verräter ist, und wird freigelassen. Als reine Formalität wird aufgrund von Prestons Verhaftung dessen Wohnung durchsucht. Preston will den angerückten Einheiten zuvorkommen und das angesammelte Prozium II verschwinden lassen, stellt jedoch fest, dass sein Sohn dies bereits für ihn erledigt hat. Dieser erklärt ihm, dass er das Mittel schon vor Jahren abgesetzt hat, nachdem er seine Mutter als Sinnestäterin gemeldet hatte.
Der Plan, „Vater“ bei einer Audienz zu töten schlägt zwar fehl, doch Preston schafft es mit Hilfe der bei seiner Ausbildung erworbenen Fähigkeiten, sich gewaltsam einen Weg in die Räumlichkeiten „Vaters“ zu bahnen. Dieser ist jedoch, wie Preston nun feststellt, schon lange tot und dient nur noch als imaginäre Leitfigur, um das Staatswesen zusammenzuhalten. Sein Nachfolger, der jetzige Machthaber, ist selbst ein „Sinnestäter“ und lebt heimlich seine Gefühle aus. Bevor Preston ihn ausschalten kann, muss er es mit Brandt aufnehmen, und schafft es nach einem kurzen Zweikampf, diesen mit einem Katana zu töten. Nachdem der eigentliche Machthaber dem Kleriker Preston im Kampf unterlegen ist, zerstört dieser die Kommunikationssysteme Librias, woraufhin der Widerstand zum entscheidenden Schlag ausholt und die Produktionsstätten des Prozium II zerstört. Ohne das Prozium II kommt es unmittelbar darauf zum Aufstand gegen das Regime.

## Kritik
„Science-Fiction-Thriller mit Anleihen bei ‚Blade Runner‘ und ‚Matrix‘, der seine Geschichte mit einigen reizvollen (auch musikalischen) Brüchen erzählt.“

„Zum Wohle der Menschheit eliminiert ein totalitäres Regime mit Drogen und Gehirnwäsche alle Gefühlsregungen. Verstöße werden durch die ‚Kleriker‘ geahndet. John Preston (Bale) ist einer von ihnen – bis er seine Pillen vergisst und selbst zum ‚Sinnestäter‘ wird… ‚Fahrenheit 451‘ für Actionjunkies: Mit schlappen 20 Mio. Dollar entfesselte US-Regisseur Kurt Wimmer ein furioses Gewaltballett. Fazit: Actionkracher mit Hirn und Atmosphäre“

## Symbolik

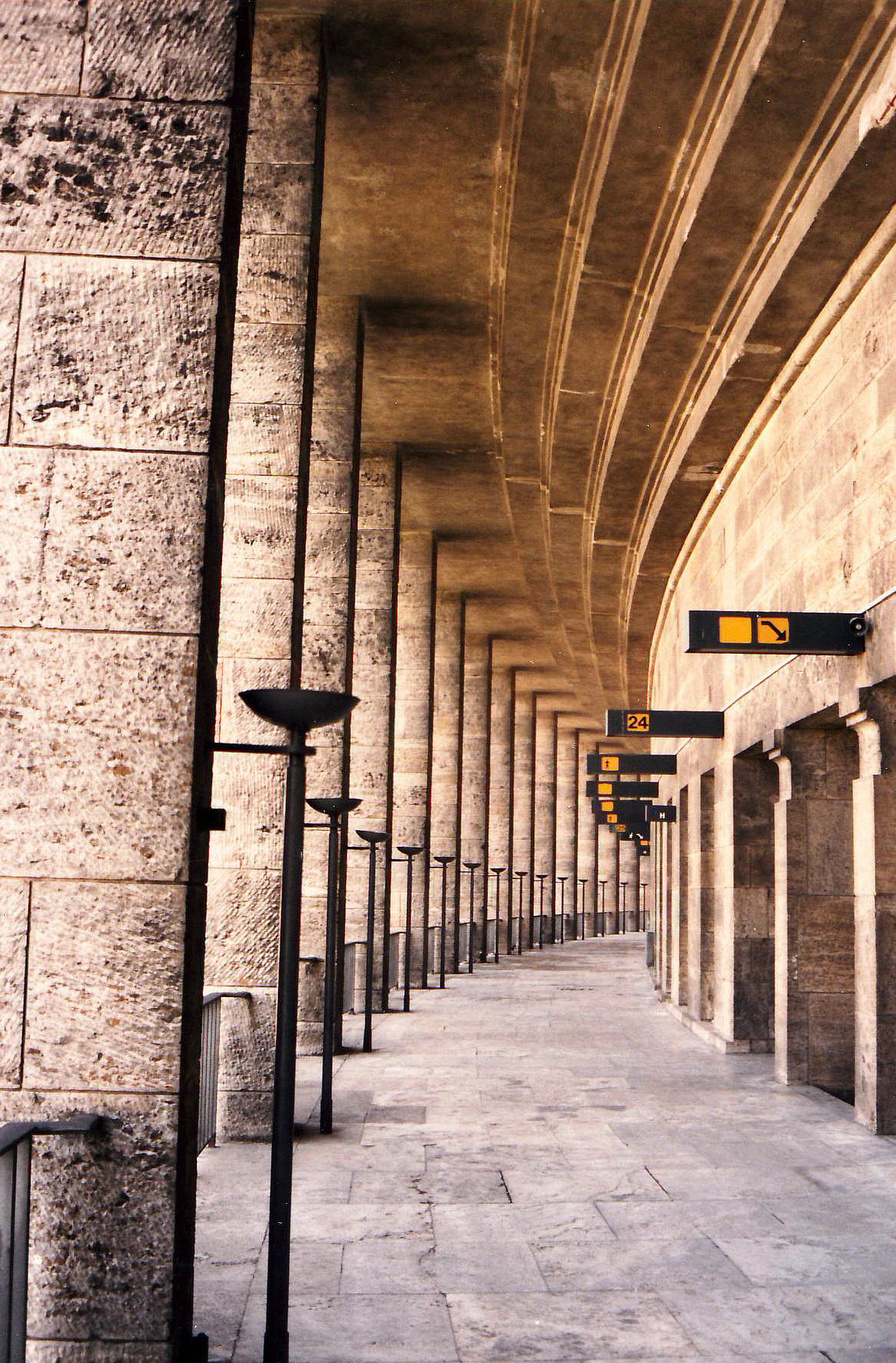
Olympiastadion Berlin, im Film librianische Regierungsbüros.

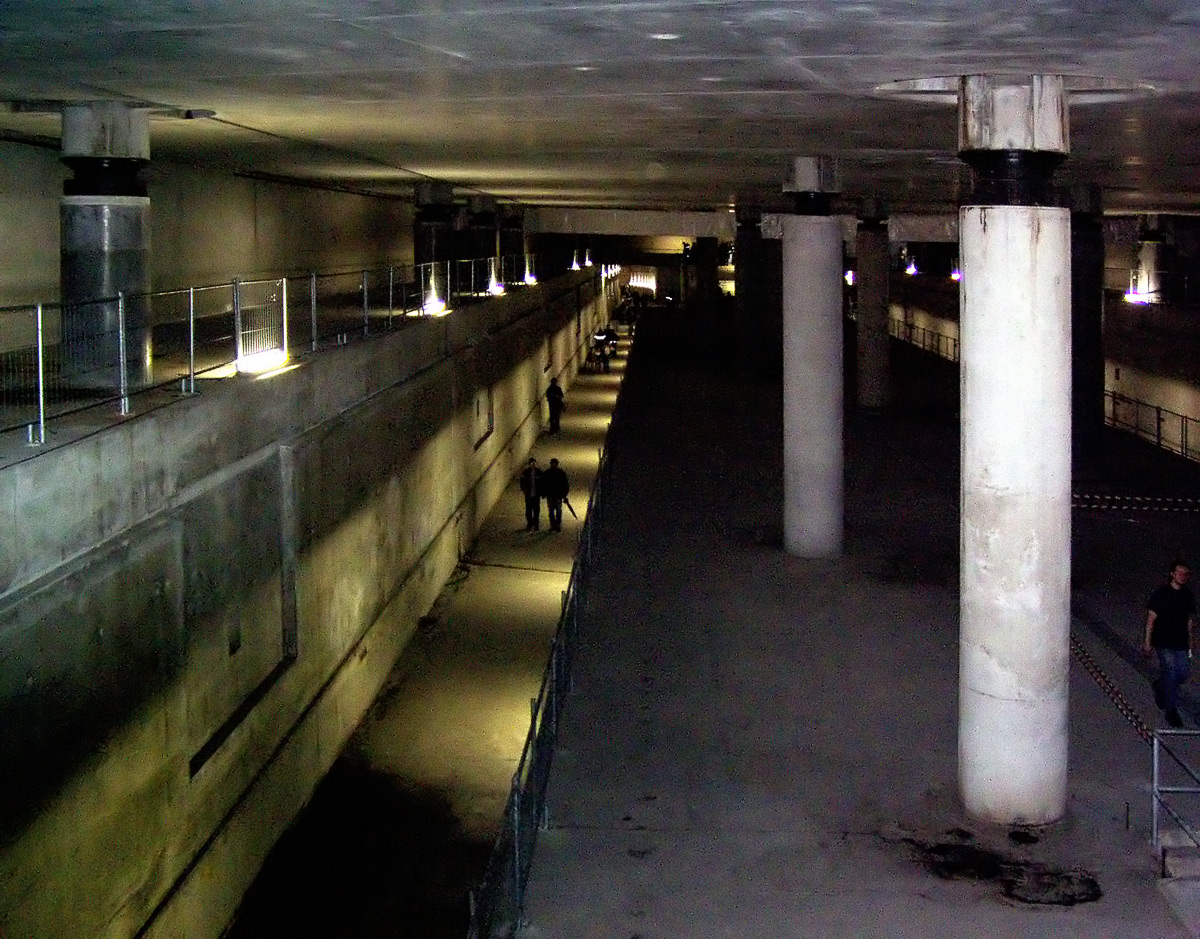
Der damals noch unfertige U-Bahnhof unter dem Reichstag, im Film als Haupthalle vor Prestons Büro.

Der Regisseur Kurt Wimmer erklärte in seinem DVD-Kommentar von Equilibrium, dass die Figur des „Vaters“ („Führers“), welchem das Volk gehorsam folgt, religiös motiviert zu verstehen sei, wie auch der gesamte Film von religiösen Symbolen durchzogen ist.
Bei der Auswahl der Drehorte in Berlin wurden bevorzugt Bauten aus der Zeit des Nationalsozialismus wie der Flughafen Tempelhof und das Olympiastadion, aber auch zeitgenössische Monumentalbauten in Berlins Mitte wie der Bahnhof Potsdamer Platz genutzt. Diese sind im Film jedoch durch Computereffekte kaum erkennbar. Die Haupthalle von Prestons Büro wurde im U-Bahnhof Bundestag und das Kampftraining im Bärensaal des Alten Stadthauses gedreht.

## Stilistische Mittel
Die Filmmusik wurde von Klaus Badelt geschrieben. Wimmers Idee, ausschließlich klassische Musik zu verwenden, erwies sich, wie er in einem Interview mitteilte, als nicht sinnvoll. Im Laufe der Produktion entschied man sich für eine Musik der Genres Alternative Rock und Techno bzw. Drum and Bass.
Der Wendepunkt der Handlung wird mit der Einleitung des ersten Satzes von Beethovens 9. Sinfonie in Szene gesetzt. Der Einsatz dieser Musik erinnert an A Clockwork Orange; dessen Protagonist hört mit Vorliebe Beethoven.
Die als Sinnestäterin entlarvte Frau antwortet auf die Frage nach ihrem Namen mit „O’Brien“; ein Protagonist aus George Orwells 1984, der Gedankenverbrechen für das Ministerium für Liebe aufdeckt, heißt ebenso.

## Action
Für die Kampfszenen im Film griff der Regisseur Kurt Wimmer auf das bereits in den 1980er Jahren für das Hongkong-Action-Kino erfundene und ebenso fiktive „Gun Fu“ zurück und gab ihm den Namen Gun Kata, das stark an die Kung Fu-Filme des Regisseurs John Woo anlehnt. Wie in dessen Filmen sind auch bei Equilibrium die meisten Kampfelemente, genauso wie die meterhohen Sprünge der alten Kung Fu-Filme, ohne Kamera-Tricktechnik oder andere Hilfsmittel physisch überhaupt nicht durchführbar. Im Film benutzen die Grammaton-Kleriker üblicherweise zwei Pistolen, jedoch sind auch Szenen mit dem Sturmgewehr HK G36 oder Katanas zu sehen. Das Gun-Kata beinhaltet verschiedene Haltungen des Körpers und der Waffen sowie ein gleichmäßiges Schussraster, welche die statistische Wahrscheinlichkeit, in einem Schusswechsel von Kugeln getroffen zu werden, minimieren und die Wahrscheinlichkeit, möglichst viele Gegner zu treffen, maximieren sollen.
In dem 2006 erschienenen Film Ultraviolet verwendet die Hauptfigur ebenfalls Gun-Kata in einigen Action-Szenen.

## Details
Der Kleriker Errol Partridge nimmt nach einem Einsatz im Nether „irgend so ein Büchlein“ (so Preston später) mit, ohne es als Beweismittel abzuliefern, und liest es heimlich. Dabei wird er von Preston überrascht und getötet. Dieses „Büchlein“ The Poetry of William Butler Yeats existiert wirklich. Es handelt sich um eine literaturtheoretische Schrift von Sandra Gilbert, erschienen 1965 bei „New York Monarch Press Inc.“ Darin sind einige Gedichte von William Butler Yeats (1865–1939, Literaturnobelpreis 1923) wiedergegeben; Errol Partridge liest Preston „He wishes for the Cloths of Heaven“ aus dem Zyklus „The Wind among the Reeds“ (1899) vor. In der deutschen Fassung wird auf die Übersetzung von Werner Vordtriede zurückgegriffen:
„Doch weil ich arm bin,
habe ich nur meine Träume.
Die Träume breite ich aus vor deinen Füßen.
Tritt leicht darauf,
Du trittst auf meine Träume.“
Eine Abwandlung des letzten Satzes findet auch als Einleitung des finalen Kampfes zwischen Preston und Dupont Verwendung. Dupont warnt Preston mit dem Satz
„Vorsicht Preston, Sie treten auf meine Träume!“
ehe er die auf dem Schreibtisch liegende Waffe ergreift und den Kampf gegen Preston eröffnet. Literarisch spannt sich hier der Bogen zu dem Kinderreim „Oranges and Lemons“, der im Roman 1984 ein Mittel ist, den Protagonisten eines Gedankenverbrechens zu überführen. Auch hier wird der letzte Satz des Kinderreims abgewandelt und zitiert, als es zur Konfrontation mit der Autorität kommt.
Der im Film verwendete Name der psychotropen Droge Prozium setzt sich aus den in den USA sehr häufig verwendeten Medikamenten Prozac (Antidepressivum) und Valium (Beruhigungsmittel) zusammen.